# Mark Hadlow
Mark Hadlow (1957) es un actor y comediante neozelandés. Resulta conocido internacionalmente fundamentalmente por su papel de Harry en King Kong y por el del enano Dori en las películas de Peter Jackson basadas en El hobbit de J. R. R. Tolkien.

## Carrera
Hadlow es un actor muy versátil al que se le ha podido ver en una gran variedad de registros, aunque quizás es más conocido en Nueva Zelanda por sus papeles cómicos. Hadlow ha demostrado su gran talento para la comedia en televisión, especialmente en la popular serie neozelandesa Willy Nilly. Como curiosidad hay que apuntar que el origen de esta serie de 2003 se encuentra en un cortometraje de 1998 dirigido por Mike Smith y protagonizado por el propio Hadlow. Su experiencia en la pequeña pantalla también incluye las series Children of Fire Mountain, The Billy T. James Show, Xena: Warrior Princess y Jack of All Trades.
En el cine, el primer papel relevante de Hadlow le llegó en 1980, con el Bruce Roddick de Beyond Reasonable Doubt, un docudrama sobre uno de los asesinatos más conocidos en Nueva Zelanda. Durante los siguientes años tuvo pequeños papeles en películas de terror, como Strange Behavior o Klynham Summer, y de acción, como Battletruck o Nate and Hayes. No obstante, también se le pudo ver en el drama Constance y en la comedia Just Me and Mario.
En 1989 Hadlow puso voz a varios de los personajes de Meet the Feebles, la película de marionetas de Peter Jackson. Durante los años noventa sus apariciones en el cine se redujeron al drama romántico Absent Without Leave —en el que, entre otros actores de El hobbit, también participó Peter Hambleton— y el drama Bonjour Timothy. En 2005 volvió a ponerse a las órdenes de Peter Jackson en King Kong, la primera película de gran presupuesto en la que participó Hadlow, con el papel de Harry. De sus trabajos cinematográficos más recientes cabe destacar su participación en la comedia de terror Last of the Living.
Pero durante toda su carrera Hadlow ha combinado sus trabajos en cine y televisión con el teatro. Y es que Hadlow ha protagonizado, dirigido y producido muchas obras, especialmente en el Court Theatre de Christchurch. Su aparición más reciente sobre las tablas tuvo lugar entre octubre y noviembre de 2010 para protagonizar un montaje de Un dios salvaje. Hadlow es conocido por interactuar con el público siempre que puede, algo que es fácil de conseguir al trabajar en un teatro pequeño, de apenas doscientas butacas. De hecho, Hadlow conoció a su mujer de esta manera: antes de comenzar la interpretación de un monólogo se mezcló con el público y estuvo charlando con varias personas, entre ellas la que se convertiría en su esposa. En 2009, Hadlow hizo campaña a favor de que el histórico Odeon Theatre de Christchurch se transformara en un complejo artístico, un proyecto que tendría un coste estimado de sesenta millones de dólares. El edificio, sensible a los terremotos, había resultado severamente dañado en el terremoto de febrero de 2011, y en 2012 el resto del edificio debió ser demolido.
En 2006 Hadlow publicó un disco titulado Tall Tales, en el que narra e interpreta, poniendo voz a los distintos personajes, seis cuentos populares infantiles: «Las tres cabras macho Gruff», «Peter Pan», «El erizo, el kea y el queso», «Pinocho», «Los tres cerditos» y «Rapunzel».
En 2011 fue elegido nuevamente por Peter Jackson para el papel del enano Dori de la trilogía de El hobbit.